# Herbie Steward
Herbert Steward (Herbie) (Los Angeles, 7 mei 1926) is een Amerikaanse jazz-saxofonist (altsaxofoon, tenorsaxofoon, sopraansaxofoon, tevens klarinet).
In het begin van de jaren veertig speelde Herbie Steward in Bob Chester Band. In 1947 nam big band-leider Woody Herman hem op in zijn orkest die bekend werd als Woody Herman's Second Herd. Hij speelde kort in de saxofoonsectie met vier saxofonisten (Stan Getz, Serge Chaloff en Zoot Sims, die the Four Brothers werden genoemd. Steward werd vervangen door Al Cohn. Rond 1949 was hij saxofonist in de groep van Artie Shaw, die een comeback had gemaakt met een bop-band.  Begin jaren 50 maakte hij opnames met een eigen groep, met daarin onder meer Jimmy Raney. In 1957 maakte hij met andere voormalige saxofonisten van the Four Brothers een plaat: 'The Four Brothers...Together Again'. 

## Discografie
- So Pretty, 1962
- The Three Horns of Herb Steward
- Marky's Vibes
- One Brother, 1988
- Herbie's Here, 1992
- Magical Live

- Bibliothèque nationale de France: cb139319114 (data)
- Gemeinsame Normdatei: 134647629
- International Standard Name Identifier: 0000 0000 5514 0335
- Library of Congress Control Number: n92097450
- MusicBrainz: a930a179-9b1a-431b-96b9-e728be1577dc
- Istituto Centrale per il Catalogo Unico: DDSV207789
- Système universitaire de documentation: 156870592
- Virtual International Authority File: 34646478
- WorldCat: E39PBJcRcPBHfpthFThRyBDTHC